# Oldenburger Land
Het Oldenburger Land is een gebied in de Duitse deelstaat Nedersaksen, gelegen in het gebied van het voormalige Groothertogdom Oldenburg langs de rivier de Hunte.
In het Oldenburger Land wordt Duits en Nedersaksisch gesproken en in het Saterland ook Saterfries.
Het katholieke zuidelijke deel van het gebied wordt het Oldenburger Münsterland genoemd.
Plaatsen in het Oldenburger Land:
- Oldenburg
- Rastede
- Elsfleth
- Nordenham
- Hude
- Ganderkesee
- Bad Zwischenahn
- Cloppenburg

Altes Land · Ammerland · Braunschweiger Land · Eichsfeld · Elbe-Weser-Dreieck · Eemsland (Emsland) · Land Hadeln · Land Wursten · Harz · Hildesheimer Börde · Hümmling · Kehdingen · Leinebergland · Lüneburger Heide · Oldenburger Land · Oldenburger Münsterland · Oostfalen (Ostfalen) · Oost-Friesland (Ostfriesland) · Osnabrücker Land · Schaumburger Land · Solling · Zuid-Nedersaksen (Südniedersachsen) · Wendland · Weserbergland · Wümmeniederung